# Anania occidentalis
Anania occidentalis là một loài bướm đêm trong họ Crambidae.